# Stuw- en sluizencomplex Grave
Het Stuw- en sluizencomplex Grave is een complex van een stuw en twee sluizen naast elkaar in de Maas in de gemeente Heumen tussen Grave en Nederasselt. Over de sluizen en de stuw ligt een verkeersbrug, de John S. Thompsonbrug. Stuw en brug zijn als één geheel gebouwd. In 1929 werd het complex in bedrijf gesteld. Een nieuwe, tweede, sluis werd in 1974 geopend. De oude sluis is al decennialang buiten bedrijf gesteld. De huidige beheerder is Rijkswaterstaat Zuid-Nederland.
Het complex is een rijksmonument en heeft grote cultuurhistorische waarde. Het is niet alleen van betekenis voor de geschiedenis van de bouwtechniek in ijzer en staal, maar ook van belang voor de typologische ontwikkeling van de grote verkeersbruggen.

## De brug
Over de stuw en het bovenhoofd van de oude sluis en het benedenhoofd van de nieuwe sluis ligt de John S. Thompsonbrug, een verkeersbrug in de N324, de weg van Nijmegen naar 's-Hertogenbosch. De vaste brug heeft een doorvaarthoogte van NAP +14,62 m bij de sluis, en 14,74 m bij de stuw.

## De stuw
De stuw in de Maas is uniek in Nederland, omdat die onderdeel is van een gezamenlijk constructie met de erboven gelegen brug. De stuw bestaat uit twee openingen, waarvan voor de scheepvaart 60 meter breedte beschikbaar is. Deze doorstroomopeningen worden door middel van 20 jukken met daarin 60 schuiven afgesloten. In de jukken zijn drie in de jukken glijdende schuiven boven elkaar geplaatst, die al naargelang de afvoer van de rivier, verwijderd of geplaatst kunnen worden.
Door in een juk een schuif omhoog te halen of laten zakken wordt ongeveer 20 m3 water per seconde meer of minder doorgelaten. Bij een wisselende afvoer wordt door middel van het plaatsen of verwijderen van de schuiven de afvoer zo geregeld, dat het stuwpeil gehandhaafd blijft. De jukken kunnen met een kabel tegen de brug omhoog worden getrokken. Als de jukken opgehaald zijn, kan de scheepvaart ongehinderd de stuw passeren en hoeft er niet te worden geschut. De waterstand in het Maas-Waalkanaal is afhankelijk van het stuwpeil van Grave.

### Aanvaring in 2016
Donderdag 29 december 2016 omstreeks 19:30 uur voer de Maria Valentine, een binnenvaartschip (geladen met benzeen) in de dichte mist door de met een ballenlijn voor de scheepvaart gesloten stuw en kwam daarna in het 3 meter lager gelegen stuwpand terecht.
Het pand tussen Sambeek en Grave is leeggelopen. De scheepvaart tussen Sambeek en Grave en richting het Maas-Waalkanaal werd daarmee voor onbepaalde tijd gestremd. Door het aanleggen van een nooddam beneden de stuw was op 23 januari 2017 het waterpeil weer voldoende gestegen om het scheepvaartverkeer via de sluis weer doorgang te laten vinden.
Op 4 juli 2017 was de stuw weer hersteld en is begonnen met het weghalen van de nooddam. De totale kosten van de reparatie wordt door Rijkswaterstaat geschat op ongeveer 20 miljoen euro.

### Beschadiging stuw 2023
Op 1 september 2023 in de ochtend raakte de stuw beschadigd tijdens onderhoudswerkzaamheden. Hierdoor daalde het waterpeil in de Maas tussen Sambeek en Grave. De Maas werd preventief gestremd.

## De vistrap

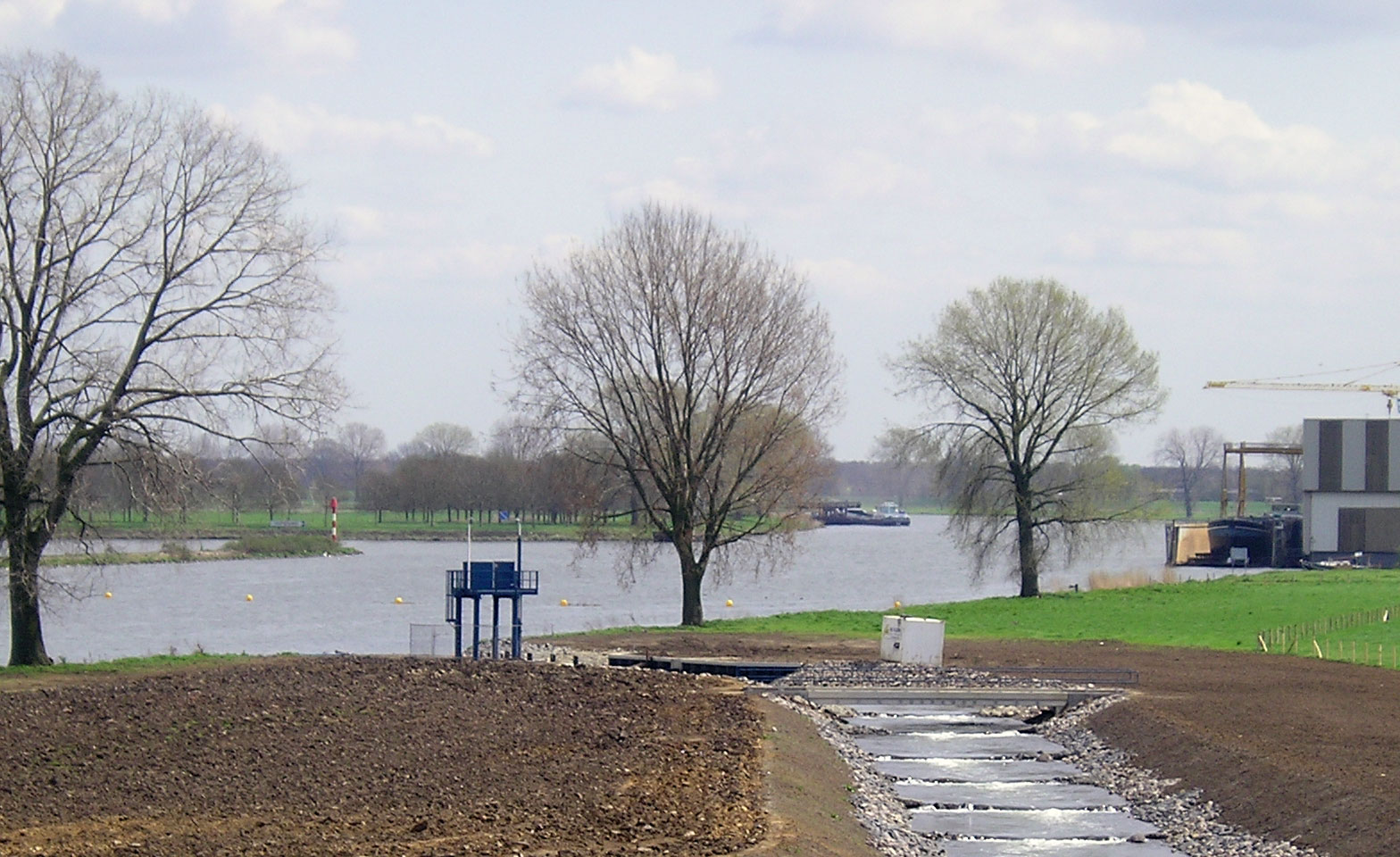
Inlaat vistrap

Als vissen geen gebruik maken van de stuw of migreren door de schutsluis, kunnen ze de stuw ook in opwaartse richting passeren via een vistrap. Deze is in maart 2006 naast de stuw gebouwd. Het verval per overlaat is 0,2 m. De bovenste overlaat heeft een regelbare inlaatschuif, die kan worden opgetrokken of neergelaten. Hiermee kan het debiet over de vistrap automatisch worden geregeld, variërend van 2,5-4,0 m3/s, afhankelijk van het bovenpeil van de Maas, NAP +7,4 m tot NAP +7,7 m.
Bij een onderzoek van 29 maart tot en met 12 juni 2007 werd van elke donderdag tot maandag een fuik geplaatst, waarbij minimaal 641 vissen gebruik bleken te hebben gemaakt van de vispassage. Daarbij zijn 14 vissoorten waargenomen, meest blankvoorn, maar ook alver, paling, zeeprik, riviergrondel, brasem, baars, kolblei en snoekbaars. In lengte variërend van 7 tot 90 cm.

## Sluizen
De in bedrijf zijnde sluis is een van de sluizen over de lengte van het kanaal, dat in 1934 gereedkwam, welke samen een verval van 23 meter moeten overbruggen.
- KM 175,7 - Oude sluis: Totale lengte (kolk en sluishoofden) 110 m, kolkwijdte 14 m, de drempeldiepte bovenkant NAP +3,7 m, benedenkant NAP +2,2 m. Hij werd aanvankelijk met de hand bediend. Later ging dit met elektrische bediening. In 1974 werd deze sluis alleen nog als reservesluis gebruikt. Sinds 1987 is de oude sluis uit veiligheidsoverwegingen buiten gebruik gesteld.
- KM 175,6 - Nieuwe sluis: Totale lengte (kolk en sluishoofden) 142 m, schutlengte 137,5 m, kolkwijdte 16 m, de drempeldiepte bij SP Grave +7,5 m en Lith +4,5 m boven en benedendrempel SP −3 m. Bij de nieuwe sluis zijn de maximaal toegestane afmetingen van de te schutten schepen: lengte 137,5 m, breedte 15,5 m en diepgang 3,2 m. De sluis heeft een bedieningsgebouw op het bovenhoofd, van waaruit zowel de sluis als de stuw worden bediend. Jaarlijks passeren zo’n 11.000 binnenschepen het complex bij Grave, naast zo'n 9000 recreatievaartuigen.[11] De sluis kan via de marifoon worden aangeroepen op VHF-kanaal 20.[2]

## Foto's

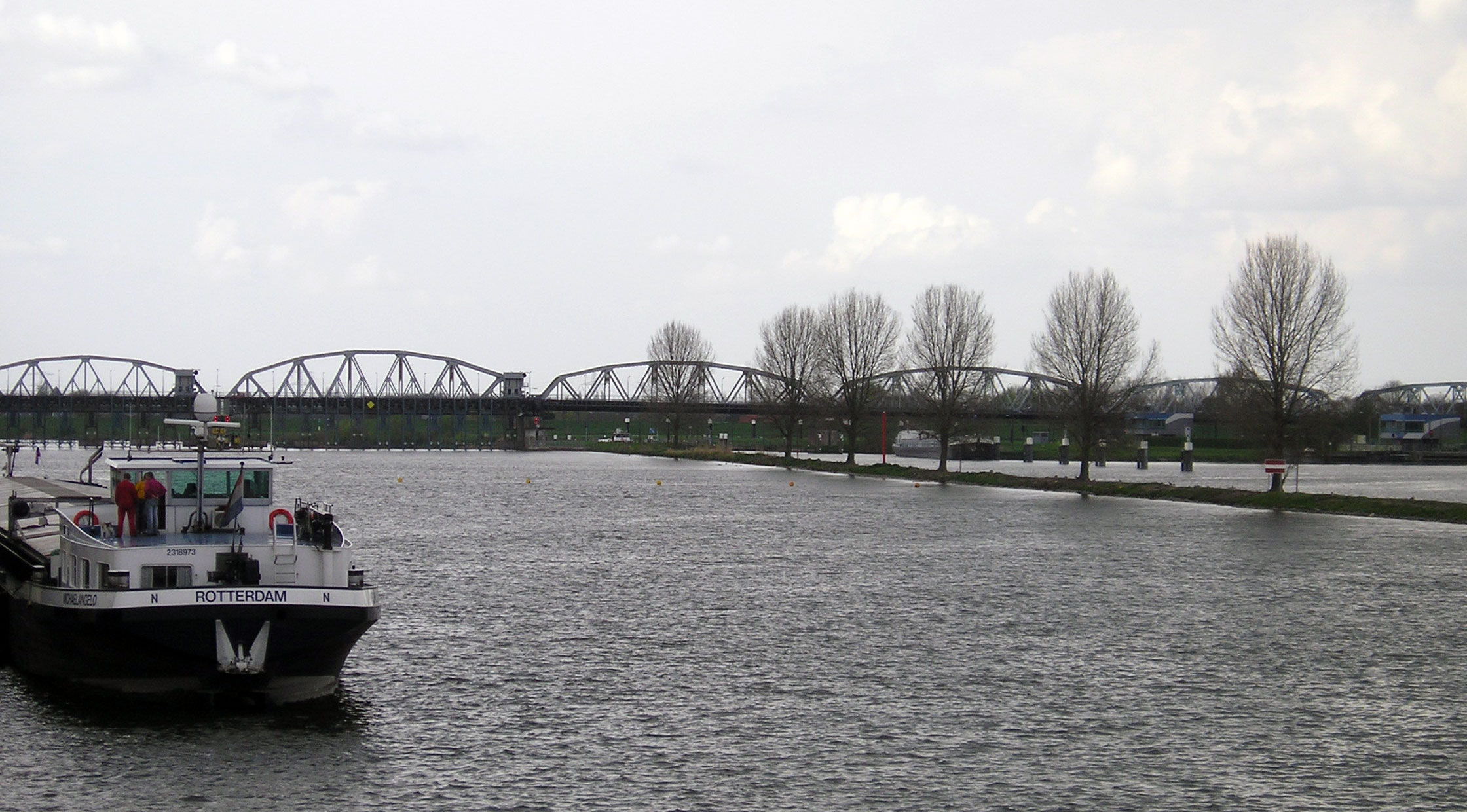
Stuw- en sluizencomplex bij Grave.
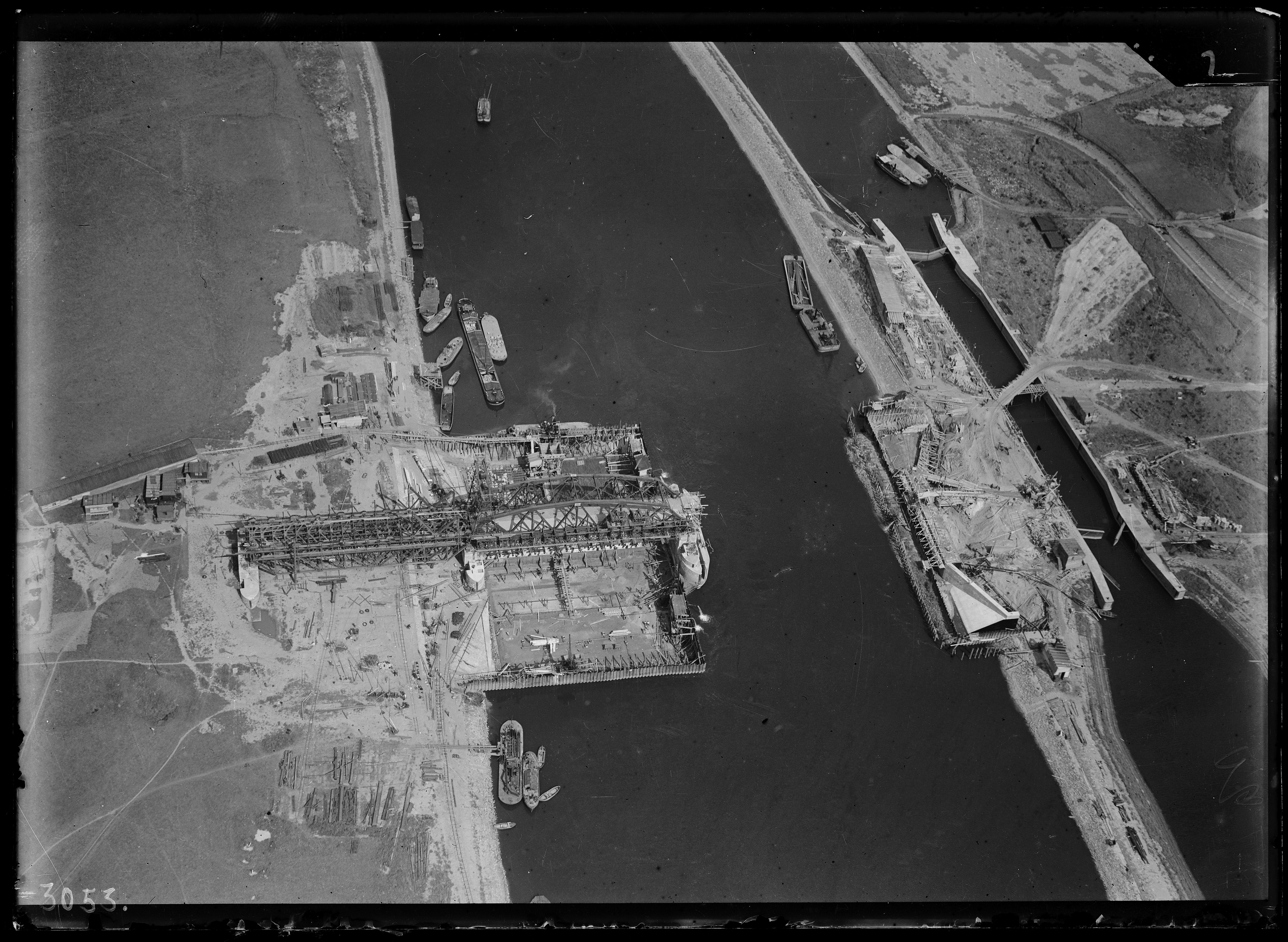
Het stuw- en sluizencomplex in aanbouw (1920-1940), Nederlands Instituut voor Militaire Historie.
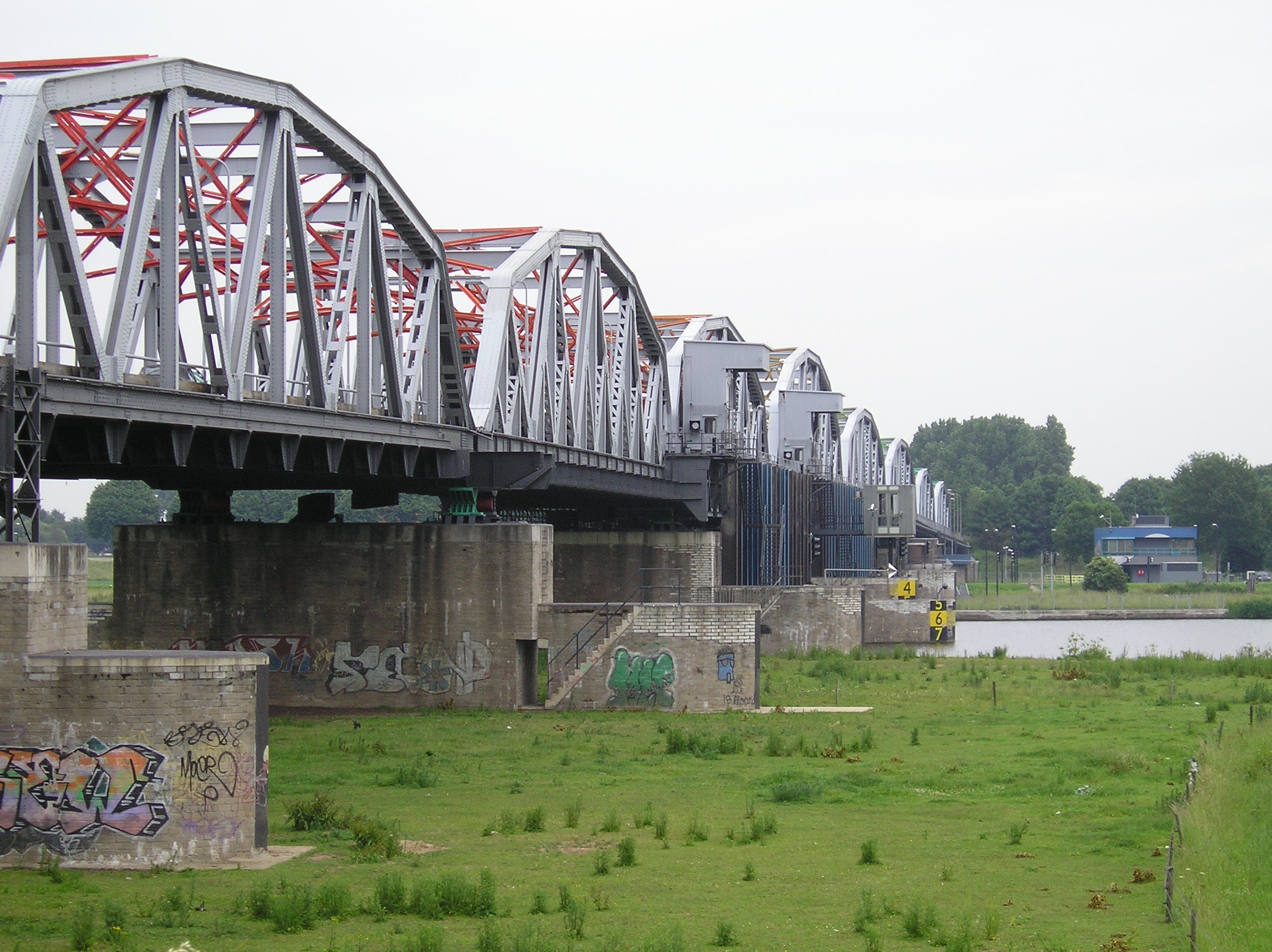
De brug met daaraan bevestigd de jukken van de stuw.
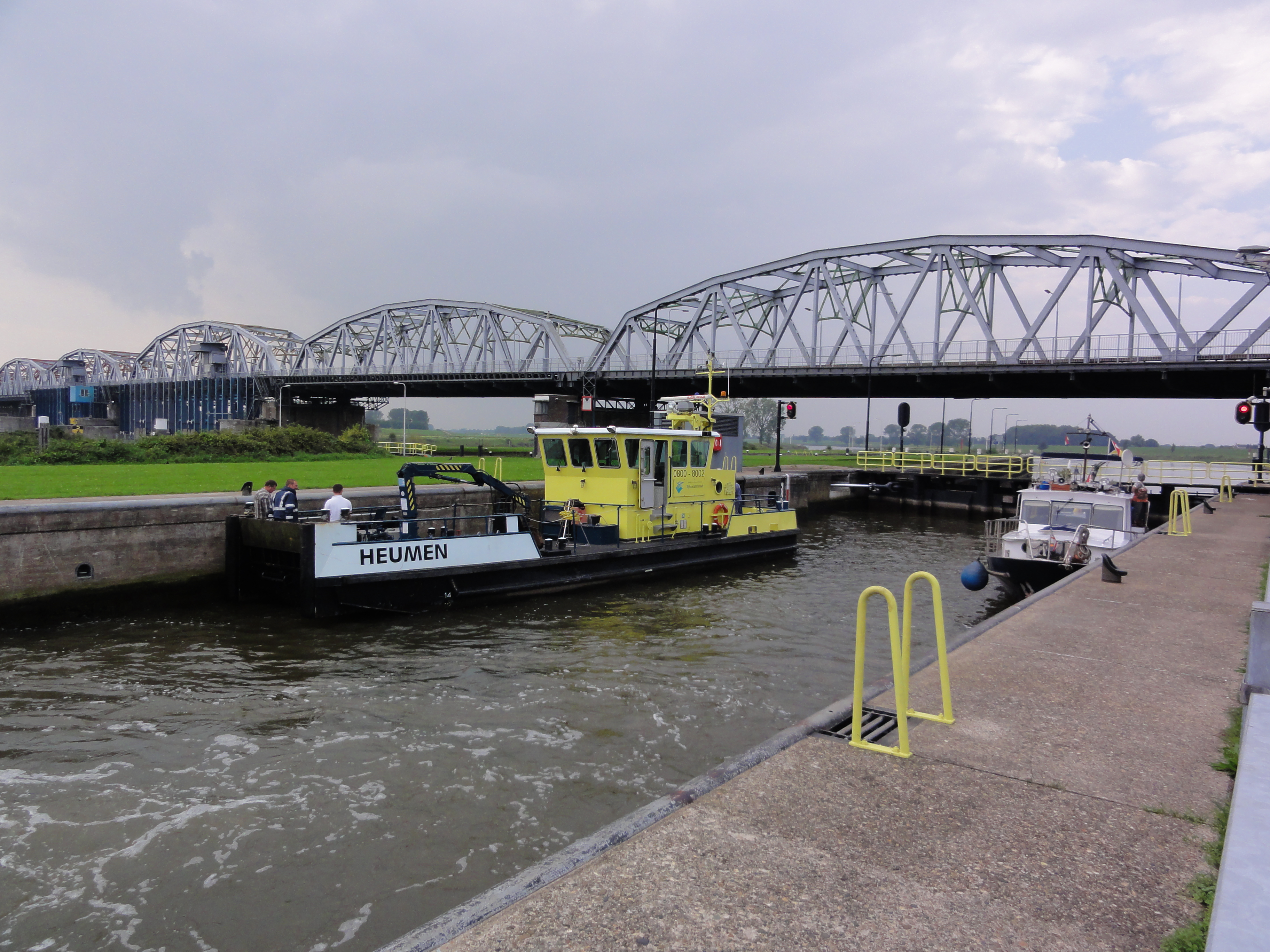
De verkeersbrug met stuw en sluis.
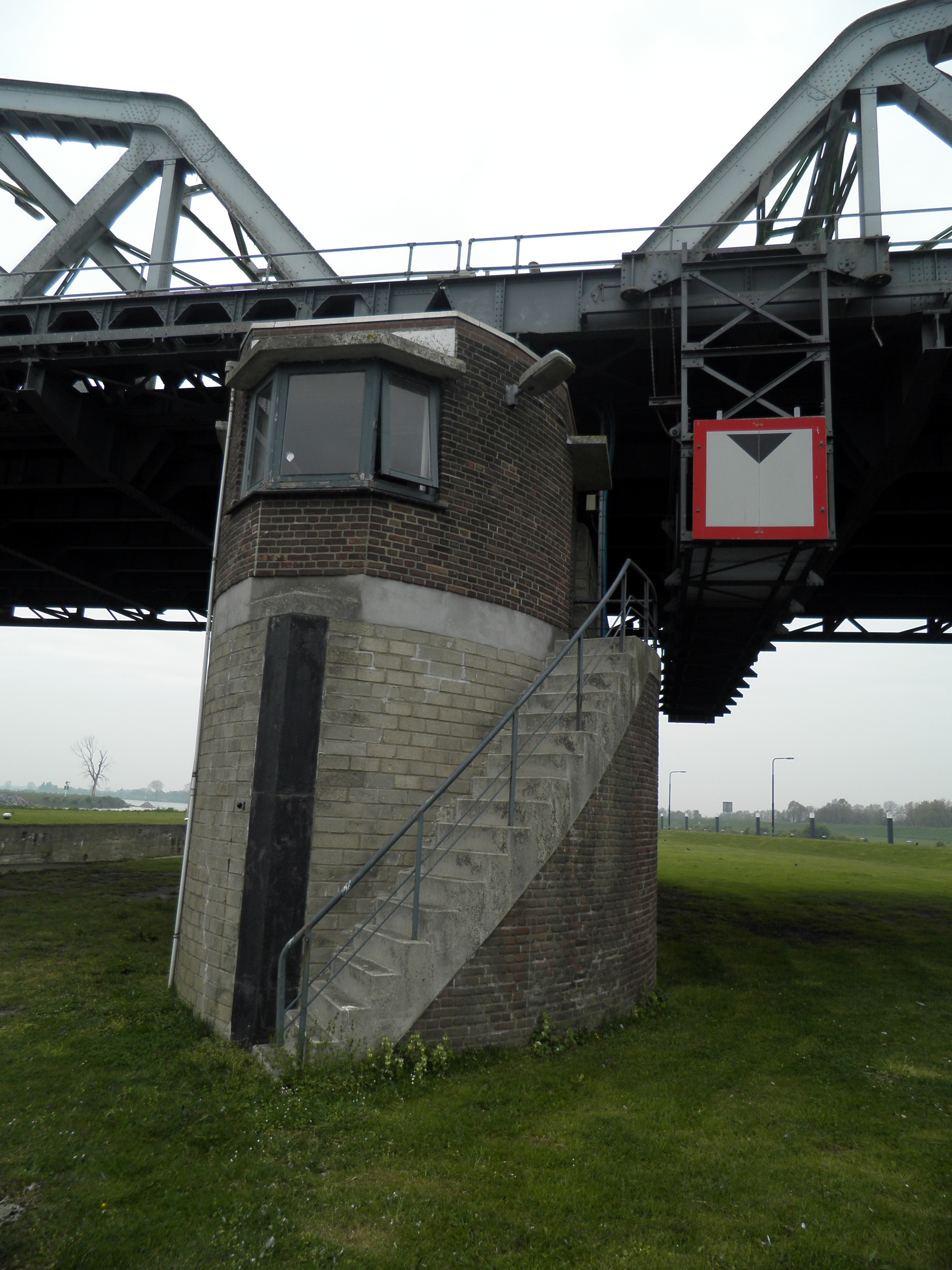
Oude sluis - Controleruimte ingebouwd in brug
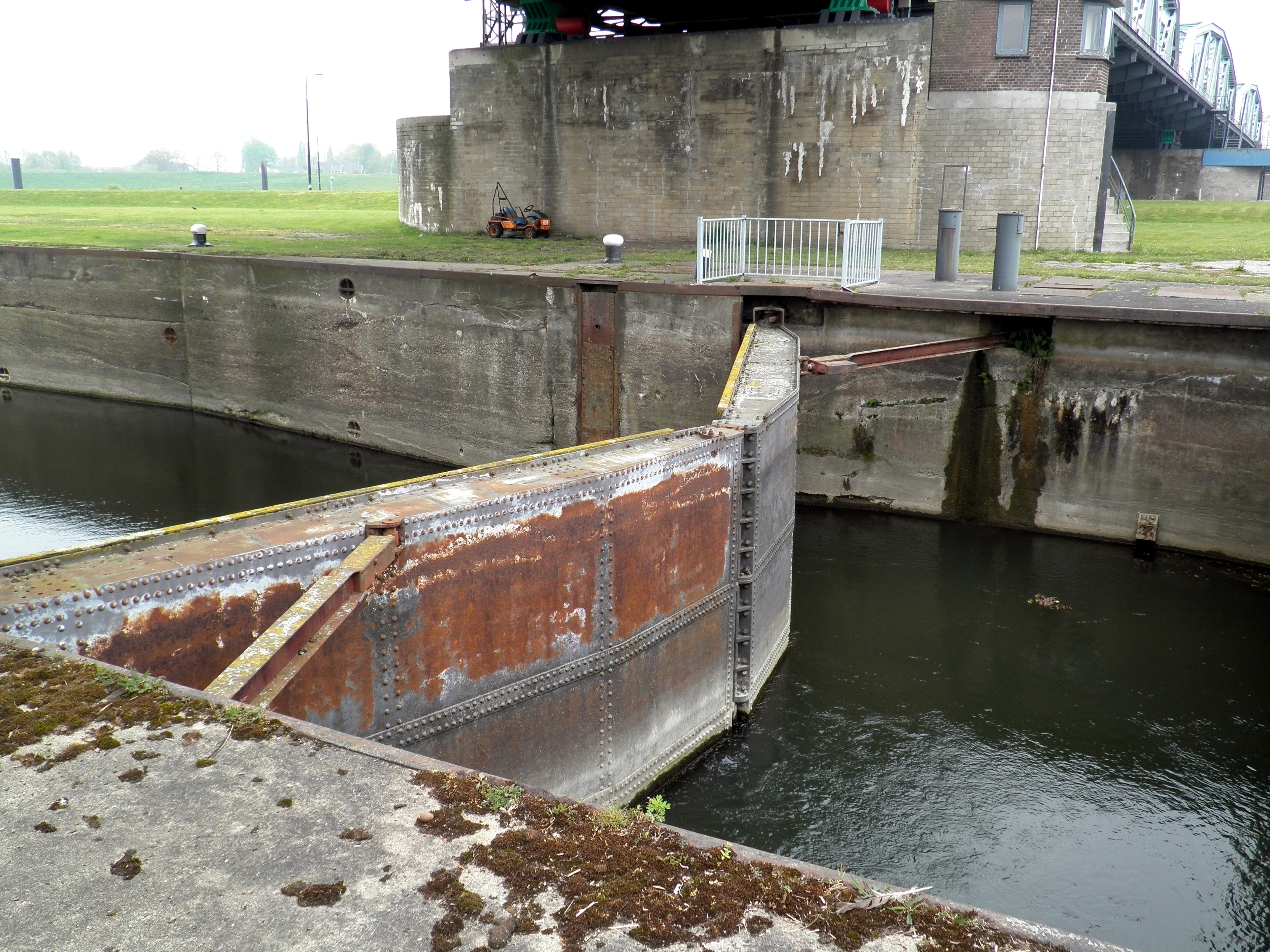
Oude sluis - sluisdeur
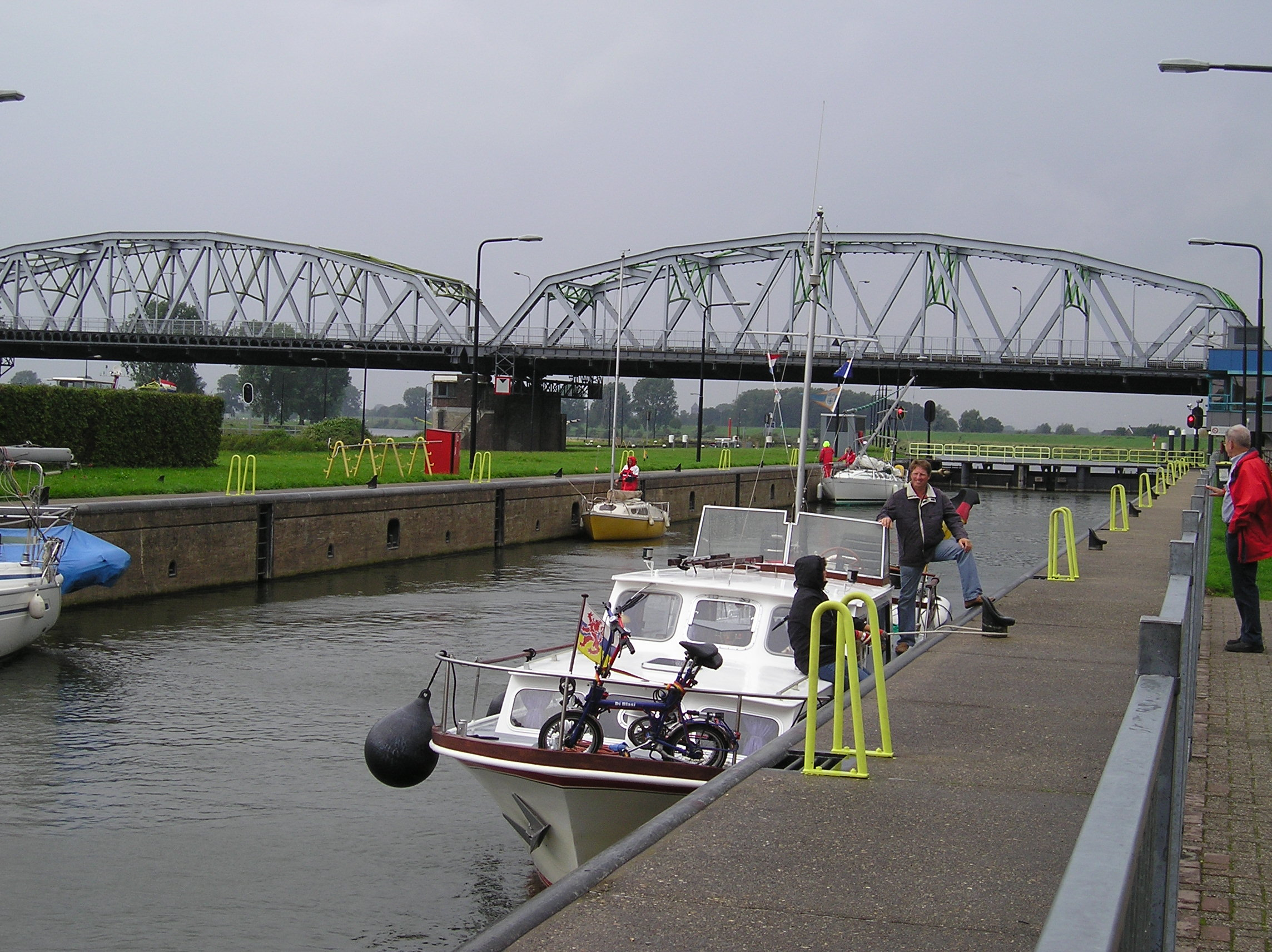
Huidige/nieuwe sluis
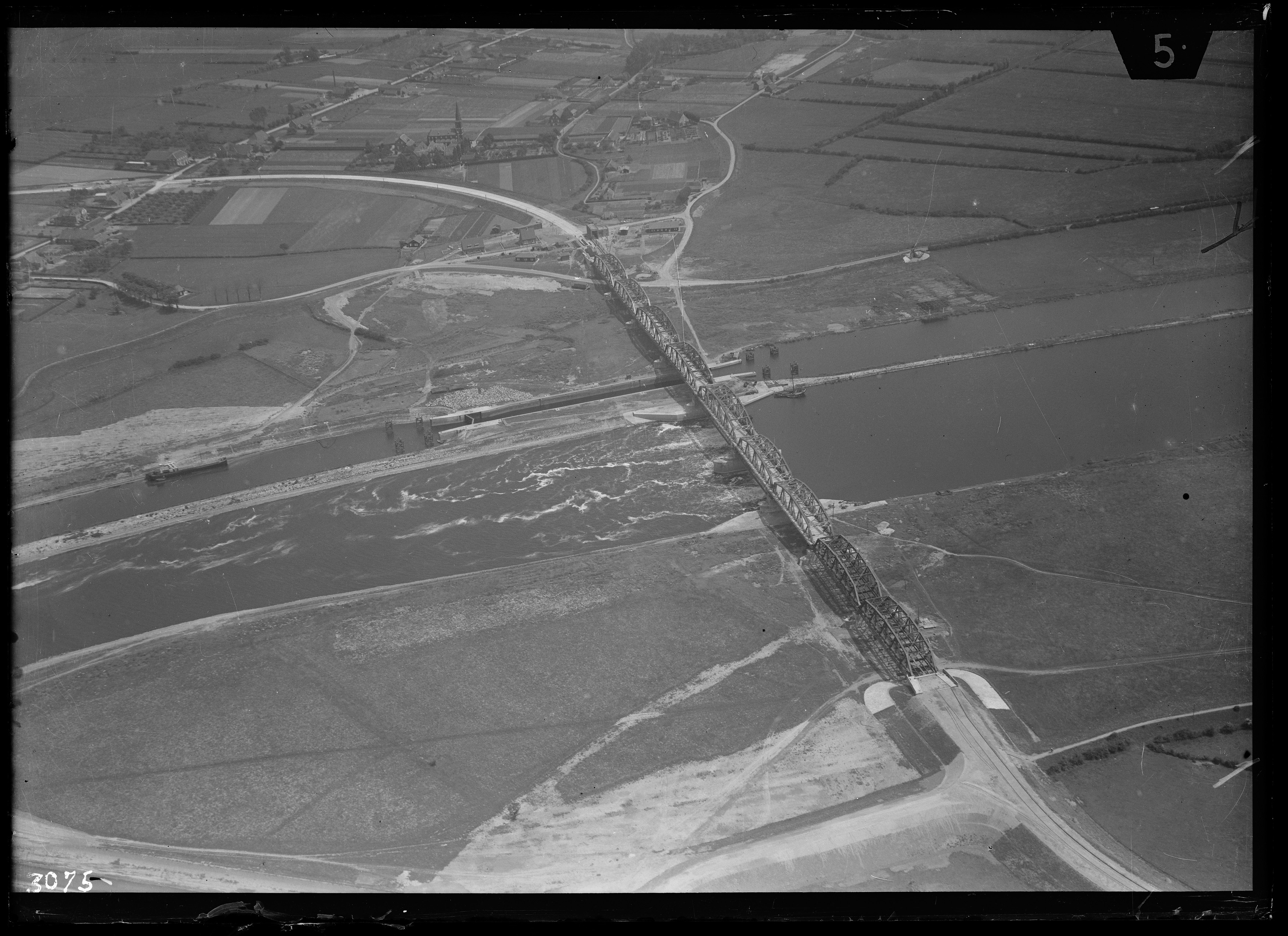
Luchtfoto van het stuw- en sluizencomplex (1920-1940), Nederlands Instituut voor Militaire Historie.
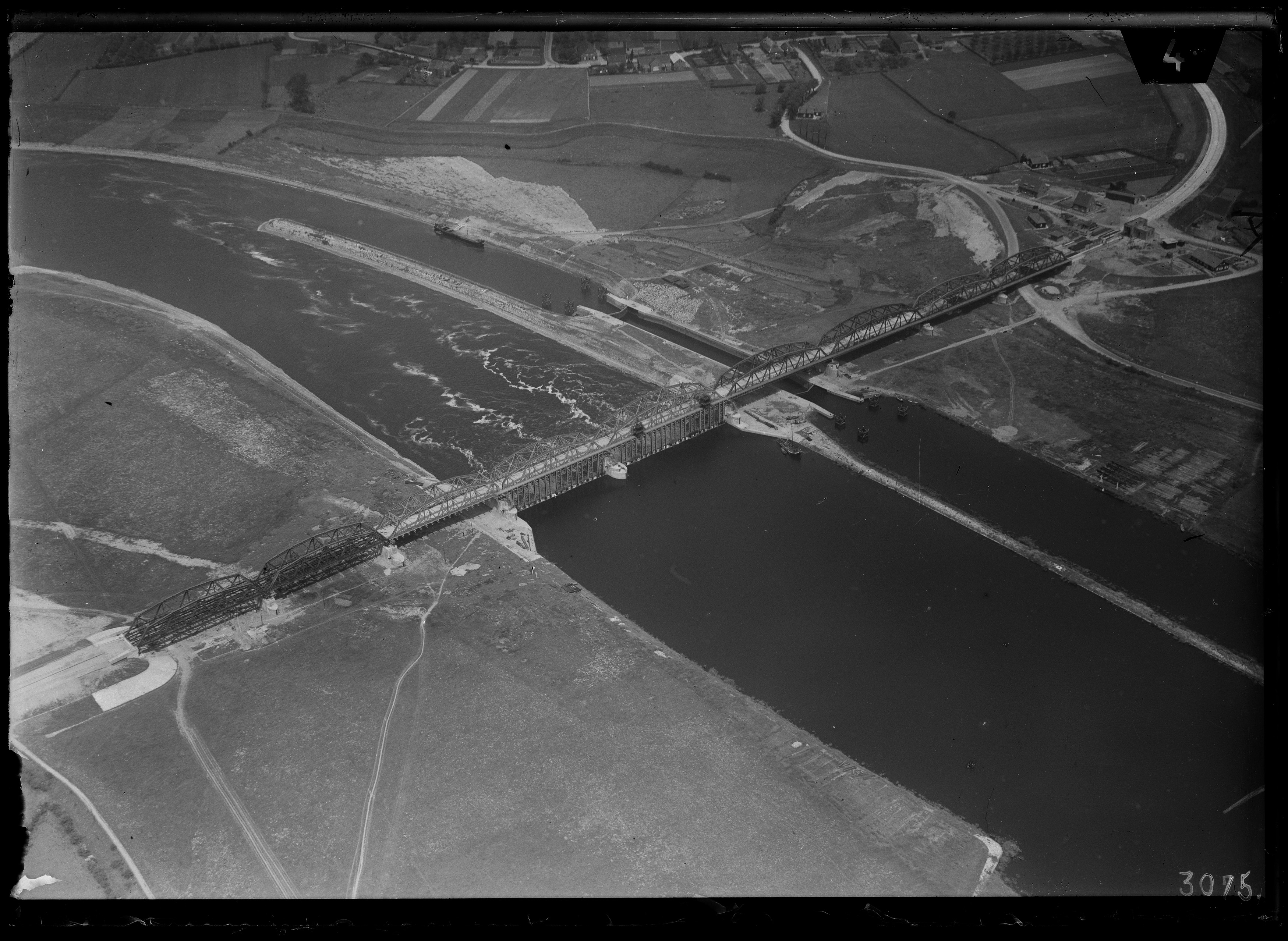
Luchtfoto van het stuw- en sluizencomplex (1920-1940), Nederlands Instituut voor Militaire Historie.